# Nizina Terecko-Kumska
Nizina Terecko-Kumska (724; ros. Терско-Кумская низменность) – nizina w południowej Rosji przeduralskiej, nad Morzem Kaspijskim. 
Nizina Terecko-Kumska stanowi południowy kraniec Niziny Nadkaspijskiej i zachodnią część Kaukazu Północnego. Leży na zachodnim wybrzeżu Morza Kaspijskiego. Ograniczają ją Obniżenie Kumsko-Manyckie i dolina rzeki Kumy na północy, Wyżyna Stawropolska na zachodzie oraz północne podnóża Kaukazu na południu. 
Wysokość Niziny Terecko-Kumskiej nie przekracza 100 m n.p.m. Nizina jest zupełnie płaska, tylko na wschód od dolnego Tereku występują piaski eoliczne. Południowo-wschodni kraniec Niziny zajmuje bagnista delta Tereku. Pozostałą część Niziny zajmują suche stepy (Step Nogajski) i półpustynie.